# Bou-Tal
Bou-Tal (Boutal) ist eine osttimoresische Aldeia im Suco Deudet (Verwaltungsamt Lolotoe, Gemeinde Bobonaro).
Es gibt keine Einwohnerzahlen von der Volkszählung 2015 für diese Aldeia. Bou-Tal wird aber bereits in der offiziellen Liste von 2009 aufgeführt.

## Geographie
Bou-Tal bildet einen schmalen Streifen im Südosten des Sucos Deudet. Nördlich und westlich umschließt ihn die Aldeia Oe-Laca. Im Osten grenzt Bou-Tal an den Suco Opa und im Süden an die Gemeinde Cova Lima mit ihren Sucos Belecasac (Verwaltungsamt Maucatar) und Labarai (Verwaltungsamt Suai). Der Ruiketan bildet den Grenzfluss zu Belecasac. Der Foura durchquert den Norden von Bou-Tal. Im Süden liegt auf der Grenze zu Opa der Berg Baharba (610 m).
Im äußersten Nordosten befindet sich, am Fuß des Berges Tulo (1285 m), das Dorf Bou-Tal.

## Politik
2023 wurde Elias de Jesus zum Chefe de Aldeia gewählt.